# Jost Benedum
Jost Benedum (* 16. Januar 1937 in Merzig; † 23. Dezember 2003 in Gießen) war ein deutscher Medizinhistoriker.

## Leben
Nach dem Abitur am Gymnasium zu St. Ingbert studierte Benedum ab 1957 Klassische Philologie an der Universität des Saarlandes. Einige Semester verbrachte er an der Universität Gießen, an der Sorbonne in Paris, an der University of London und an der Universität Athen. 1962 absolvierte er das Philosophicum in Saarbrücken, 1964 das Erste Staatsexamen in Gießen. 1966 wurde er in Gießen mit einer Dissertation über das elegische Spätwerk des römischen Dichters Ovid zum Dr. phil. promoviert.
Nach der Promotion arbeitete Benedum als Wissenschaftlicher Assistent am Institut für Medizingeschichte der Universität Gießen, das von Markwart Michler geleitet wurde. Zu dieser Zeit nahm er ein Medizinstudium auf, das er 1970 mit dem Physikum abschloss. Ein Jahr nach seiner Habilitation (1972) wurde er 1973 zum kommissarischen Leiter des Instituts für Medizingeschichte ernannt. 
1978 erhielt er den Gießener Lehrstuhl für Medizingeschichte, den er bis zu seiner Emeritierung innehatte. Rufe an die Universitäten Heidelberg und Düsseldorf lehnte er ab. Nach seiner Emeritierung im Wintersemester 2001/2002 leitete er das Institut kommissarisch bis zum Sommer 2003. Sein Nachfolger am Institut für Geschichte der Medizin ist Volker Roelcke.
Benedum beschäftigte sich mit der Medizingeschichte vom Altertum bis zur Neuzeit. Er besuchte häufig Griechenland, das ihm zu einer zweiten Heimat wurde. Auf der Insel Kos beispielsweise nahm er mehrere Grabungen vor, um die Verbindung des Ortes mit dem Arzt Hippokrates zu verifizieren.
1981 wurde Benedum korrespondierendes Mitglied der Akademie der Wissenschaften und der Literatur in Mainz, 1993 ordentliches Mitglied. In der Akademie war er insbesondere mit der Sömmerring-Ausgabe beschäftigt, deren Projektleitung er übernahm. Ferner war Benedum ordentliches Mitglied der Wissenschaftlichen Gesellschaft der Johann Wolfgang Goethe-Universität Frankfurt und ab 1994 auswärtiges Mitglied der Akademie gemeinnütziger Wissenschaften zu Erfurt.
Zu seinen Forschungsschwerpunkten zählten die medizinhistorische Epigraphik und Numismatik, die Geschichte der Chirurgie und der Wundversorgung, der Physikalischen Medizin und Balneotherapie, der Geburtshilfe, der Kinderheilkunde, der Bluttransfusion, der Rheumatologie, der Phytotherapie und der Gesundheitserziehung, die Geschichte der Medizinischen Fakultät Gießen, Kunst und Medizin sowie Sömmerring-Forschungen und die Sammlung der Sömmerring-Werke.

## Veröffentlichungen (Auswahl)
- Arbeiten zur Geschichte der Medizin in Gießen. Gießen 1983.
- Georg Haas (1886–1971): Pionier der Hämodialyse. In: Medizinhistorisches Journal. Band 14, 1979, S. 196–217.
- Georg Haas (1886–1971): Internist. In: Hans-Georg Gundel, Peter Moraw, Volker Press (Hrsg.): Gießener Gelehrte in der ersten Hälfte des 20. Jahrhunderts. Band 1. Marburg 1982, S. 357–364.
- mit V. Wizemann: 70th Anniversary of Haemodialysis – The pioneering contribution of Georg Haas (1886–1971). In: Nephrology Dialysis Transplantation. Band 9, 1994, S. 1829–1831.